# Edward Bairstow
Edward Cuthbert Bairstow (Huddersfield, 22 de agosto de 1874-York, 1 de mayo de 1946) fue un organista, pedagogo y compositor inglés de la tradición musical de la iglesia anglicana.

## Biografía
Bairstow nació en la Trinity Street de Huddersfield (condado de Yorkshire del Oeste) en 1874. Su abuelo Oates Bairstow, fue el fundador de la firma de ropa Messrs Bairstow.
Estudió órgano con John Farmer en el Balliol College, Oxford, y mientras aprendía con el compositor Frederick Bridge, organista de la abadía de Westminster recibió clases del también organista y compositor Walter Alcock. Estudió órgano y teoría en la Universidad de Durham, donde recibió la licenciatura en Música en 1894 y el doctorado en Música en 1901. Con Bridge en la abadía de Westminster estuvo de 1893 a 1899, y durante este período estuvo también de organista en la iglesia de Todos los Santos, Norfolk Square. En 1899 fue nombrado organista de la iglesia parroquial de Wigan, asumiendo aquí también funciones como director de coro de grupos locales y como profesor de canto privado. Sus primeras composiciones datan de principios del siglo XX, entre ellas, el himno Save Us, O Lord (Sálvanos, oh Señor, de 1902) su primer gran éxito.
Le contrataron como organista en la iglesia parroquial de Leeds en 1907, lo que le permitió trabajar en el Festival de Leeds, primero como organista (1907 y 1910), y luego como director, a partir de 1917. En 1913 ocupó el cargo de organista en la catedral de York, un puesto que mantendría hasta su fallecimiento, cuando sería sucedido por su antiguo alumno Francis Jackson. Jackson escribiría la biografía de Bairstow. Fue durante este período de York cuando compuso quizás sus dos himnos más populares, Blessed City ('Ciudad bendita', 1914) y "Let all mortal flesh keep silence" (Que toda carne mortal guarde silencio, 1925) y su Sonata para órgano de 1937.
También fue profesor de música en la Universidad de Durham desde 1929 y sería nombrado caballero en 1932.
Conocido por su concisión y franqueza, Bairstow no siempre se hizo querer por los demás. Cuando se le preguntó si estaría dispuesto a seguir el ejemplo de su predecesor en York, Thomas Tertius Noble, y emigrar a los Estados Unidos, respondió que 'preferiría ir al infierno'. Cómodamente instalado en Yorkshire, donde tenía un amigo cercano, e igualmente franco, Charles Harry Moody, organista de la catedral de Ripon, rechazó una oferta para suceder a Sydney Nicholson en la abadía de Westminster. En cambio, recomendó a su antiguo alumno Ernest Bullock, que fue finalmente designado para el puesto. Entre sus discípulos se encontraba Gerald Finzi. Se casó en 1902, tuvo un hijo y dos hijas y murió en York en 1946.

## Composiciones
Las composiciones de Bairstow son principalmente para la iglesia. Escribió 29 himnos, que van desde obras a gran escala para coro y órgano como Blessed city, heavenly Salem hasta pequeñas piezas como I sat down under his shadow y Jesu, the very thought of thee. Entre sus himnos, Let all mortal flesh keep silence es el más conocido. Su música de servicio incluye composiciones en re (Evening 1906, Communion 1913, Morning 1925), mi bemol (Full Setting, 1923) y sol (Evening, 1940), y varias obras inéditas. También compuso salmos, melodías de himnos y una cantata, The Prodigal Son (El hijo pródigo), para coro y orquesta de cámara.
Bairstow también fue activo como compositor instrumental, principalmente para órgano, y durante su vida se publicaron unas 12 piezas, entre ellas la Sonata en mi bemol de 1937. Su pequeña producción de música de cámara incluye un conjunto de variaciones para dos pianos y otro conjunto de variaciones para violín y piano.

### Composiciones seleccionadas
- If the Lord had not helped me
- Blessed city, Heavenly Salem (basada en el canto llano "Urbs beata")
- Lord, Thou hast been our refuge
- I sat down under his shadow
- Let all mortal flesh keep silence
- The Lamentations of Jeremiah
- Sing ye to the Lord
- Save us, O Lord
- Though I speak with the tongues of men
- Jesu grant me this I pray (del "Orlando Gibbons")
- The King of love my shepherd is
- Servicio vespertino en sol menor
- Servicio vespertino en re
- Canción vespertina, para órgano.[3]
- Preludio, elegía y tocata, para órgano.[4]

## Libros de Bairstow
- Counterpoint and Harmony: MacMillan/Stainer & Bell, 1937, 1945 (2ª ed). Vuelto a publicar en 2007 por Bairstow Press, ISBN 1-4067-6086-2, ISBN 978-1-4067-6086-6.
- The Evolution of Musical Form: Oxford University Press, 1943.
- Singing Learned from Speech: A Primer for Teachers and Students: Macmillan, 1945.